# Station Kraków Łagiewniki
Station Kraków Łagiewniki is een spoorwegstation in de Poolse plaats Krakau.